# Norges Bank Investment Management
Norges Bank Investment Management (NBIM) är en avdelning inom den norska centralbanken Norges Bank och som förvaltar den utländska delen av Statens pensjonsfond och centralbankens valutareserver. De förvaltar ett kapital på mellan 10,1-10,2 biljoner NOK för augusti 2020. Avdelningen har investerat i uppemot 9 185 företag i 73 länder som bland andra Alphabet Inc., Apple Inc., F. Hoffmann-La Roche AG, Microsoft Corporation, Nestlé S.A., Novartis International AG och Royal Dutch Shell plc. Inom NBIM finns det även en fastighetsförvaltare med namnet Norges Bank Real Estate Management (NBREM) och som kan investera i fastigheter upp till ett värde av 7% av det totala värdet som NBIM förvaltar.
Huvudkontoret ligger i centralbankens lokaler på Bankplassen i Oslo.

## Förvaltat kapital
Utvecklingen av det förvaltade kapitalet i NOK mellan 1998 och 2020 och alla belopp är fixerade till 1 januari.
| - 1998: ▲ 172 miljarder - 1999: ▲ 222 miljarder - 2000: ▲ 386 miljarder - 2001: ▲ 614 miljarder - 2002: ▼ 609 miljarder - 2003: ▲ 845 miljarder | - 2004: ▲ 1,016 biljoner - 2005: ▲ 1,399 biljoner - 2006: ▲ 1,784 biljoner - 2007: ▲ 2,019 biljoner - 2008: ▲ 2,275 biljoner - 2009: ▲ 2,64 biljoner | - 2010: ▲ 3,077 biljoner - 2011: ▲ 3,312 biljoner - 2012: ▲ 3,816 biljoner - 2013: ▲ 5,038 biljoner - 2014: ▲ 6,431 biljoner - 2015: ▲ 7,475 biljoner | - 2016: ▲ 7,51 biljoner - 2017: ▲ 8,488 biljoner - 2018: ▼ 8,256 biljoner - 2019: ▲ 10,088 biljoner - 2020: ▲ 10,4 biljoner |

## Närvaro
NBIM har närvaro på följande platser världen över.
| Asien: - Shanghai, Kina - Singapore - Tokyo, Japan (fastighetskontor) | Europa: - Luxemburg, Luxemburg (fastighetskontor) - Oslo, Norge - London, England | Nordamerika: - New York, New York |